# 스코다 웍스

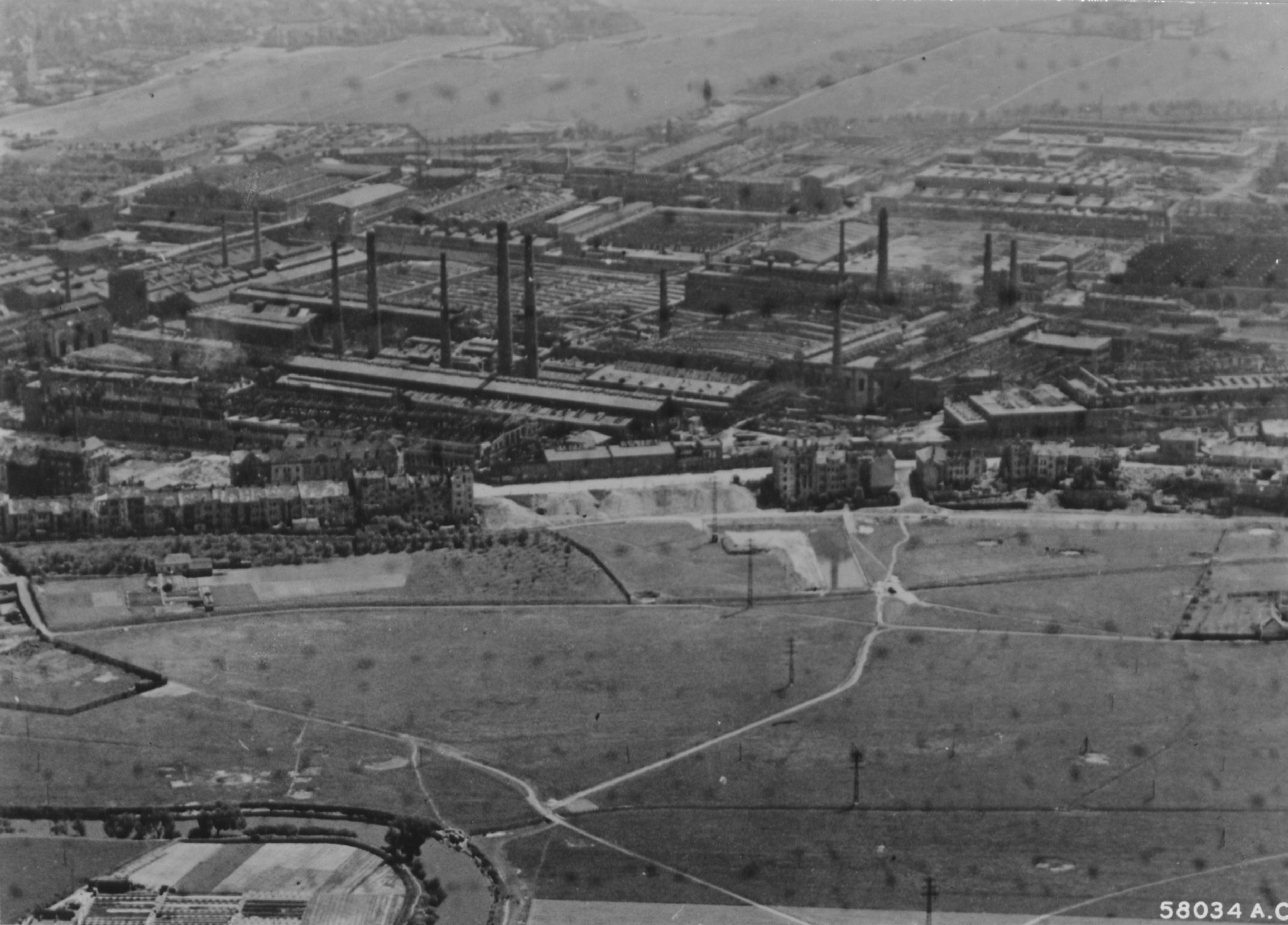

스코다 웍스(체코어: Škodovy závody, 영어: Škoda Works)는 20세기 최대의 유럽 산업 복합기업들 중 하나였다. 1859년 체코의 엔지니어 에밀 슈코다가 플젠에서 설립하였고 당시 오스트리아 제국 보헤미아 왕국에 위치했다. 오늘날 스코다 자동차의 전신이다.
1999년 파산했다.

## 갤러리

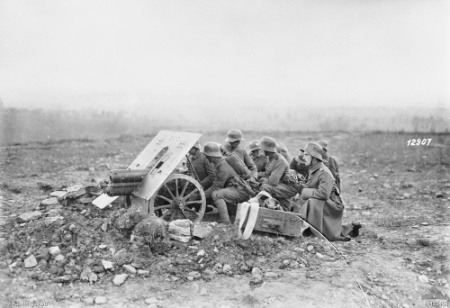
스코다 75mm 모델 15
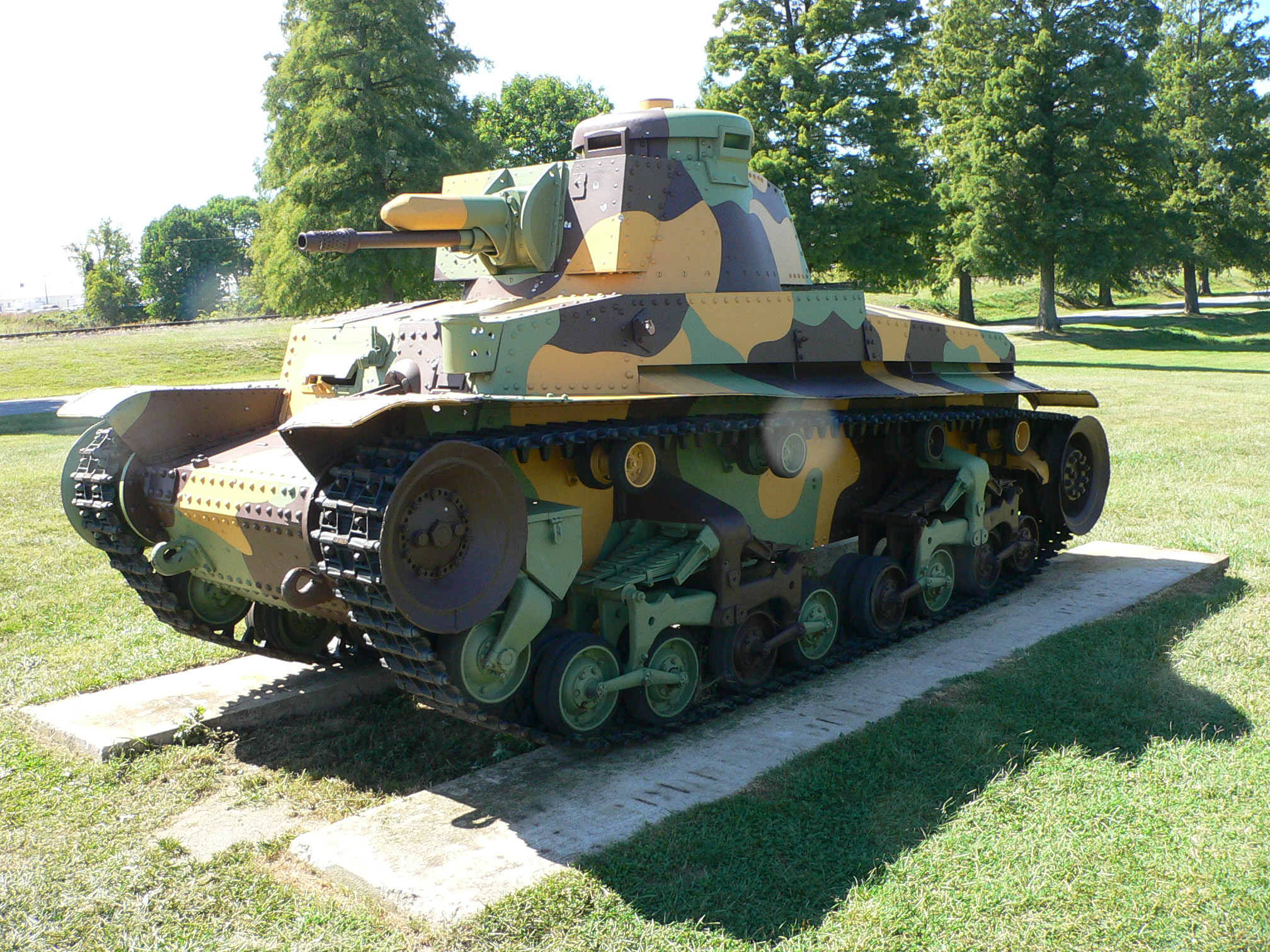
35(t) 전차
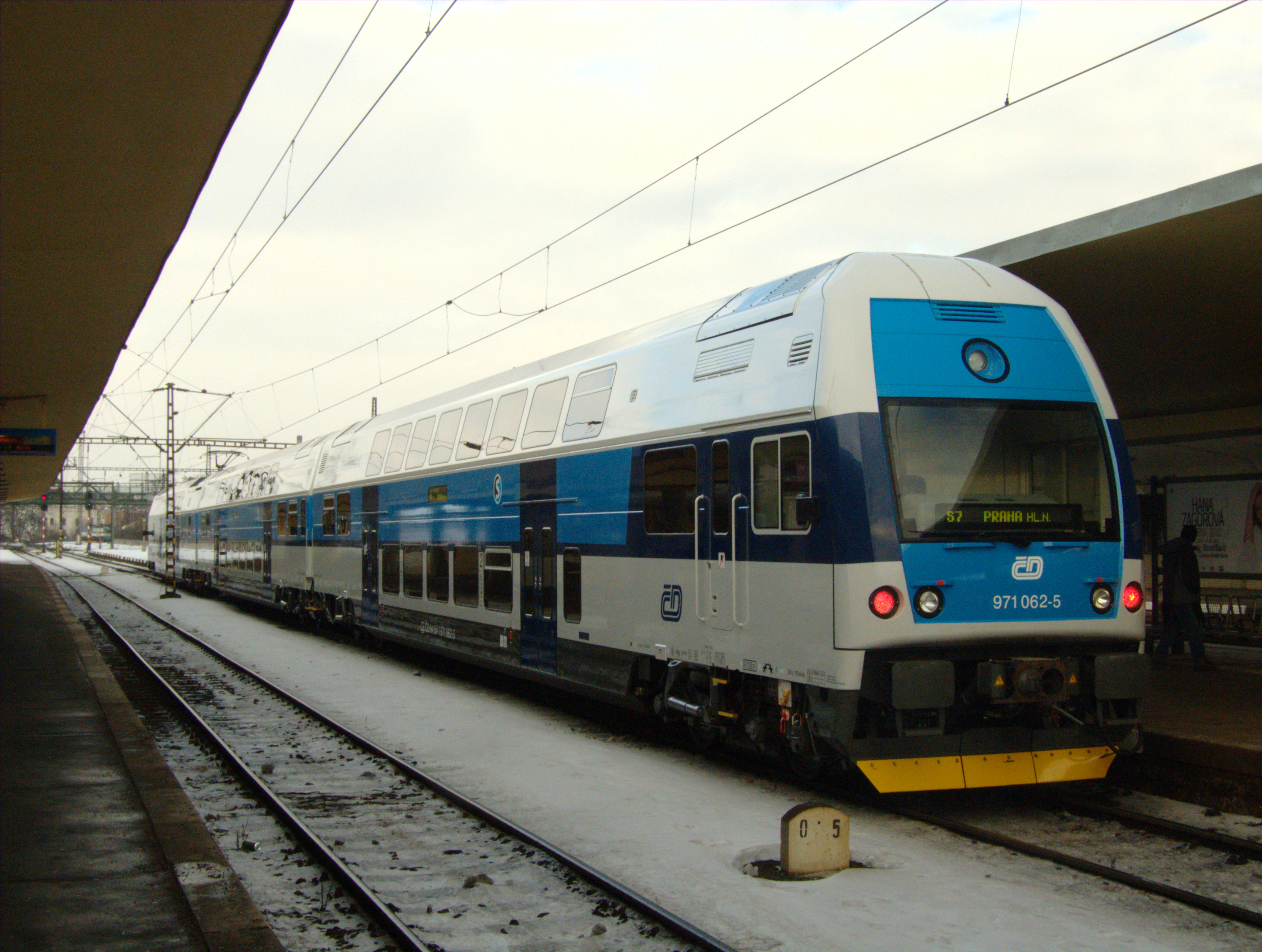
체스케 드라히가 운영하는 CD급 471